# 文武町

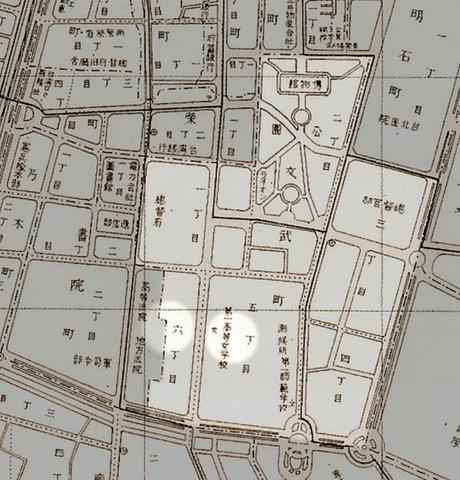
日治時期文武町及其附近街町的地圖，圖中上方為北方。

文武町為臺灣日治時期臺北市之行政區，位於臺北城內東南隅，鄰近南門，今公園路、懷寧街、凱達格蘭大道、重慶南路一段、貴陽街一段之一部均在町內，町名源自境內之文廟與武廟，文廟就是官祀台北府文廟（遺址在今日北一女中），武廟即為官祀臺北府武廟（遺址在今日台北司法大廈）。這兩個宗教建築在日治初期即被拆除。轄域內有台灣總督府（今總統府）、總督官邸（今台北賓館），從日本時代以來，即為臺灣的政治中樞。
「文武町」有1～6「丁目」，位置就在舊台北城的東南角，佔城內的總面積將近4分之1。它的西側緊鄰「書院町」，北面則是繁華的榮町。
右圖打光部分就是文武町。從圖可以看到該町包含現在「二二八公園」、「總統府」到「中山南路」、「愛國西路」的範圍。
如果以現在路線要繞文武町一圈大約是由中山南路臺大醫院附近向北開始走，至「常德街」左轉至「二二八公園」門口沿著公園旁邊。經「公園路」、「襄陽路」、「懷寧街」至「寶慶路」轉向西，圍繞「總統府」至「貴陽街一段」向東到「司法院」的北側一帶，向南畫一條線就會碰到「愛國西路」，走「愛國西路」回到原點。
境內原有清代的「武廟」關帝廟（在今司法大廈一帶，圖中左側圓亮點）及「文廟」孔廟（今北一女境內，圖中右側圓亮點）因而得名。

## 町內設施
- 臺北府文廟
- 臺北府武廟
- 臺北州立臺北第一高等女學校

- 一丁目
  - 臺灣總督府（今總統府）
  - 民政長官官邸（現總統府前北廣場）
  - 度量衡所（現總統府前南廣場）
- 二丁目
  - 臺北公園（今二二八和平公園）
    - 總督府博物館（今台灣博物館）
    - 臺北放送局（今臺北二二八紀念館）
- 三丁目
  - 總督官邸（今台北賓館）
- 四丁目

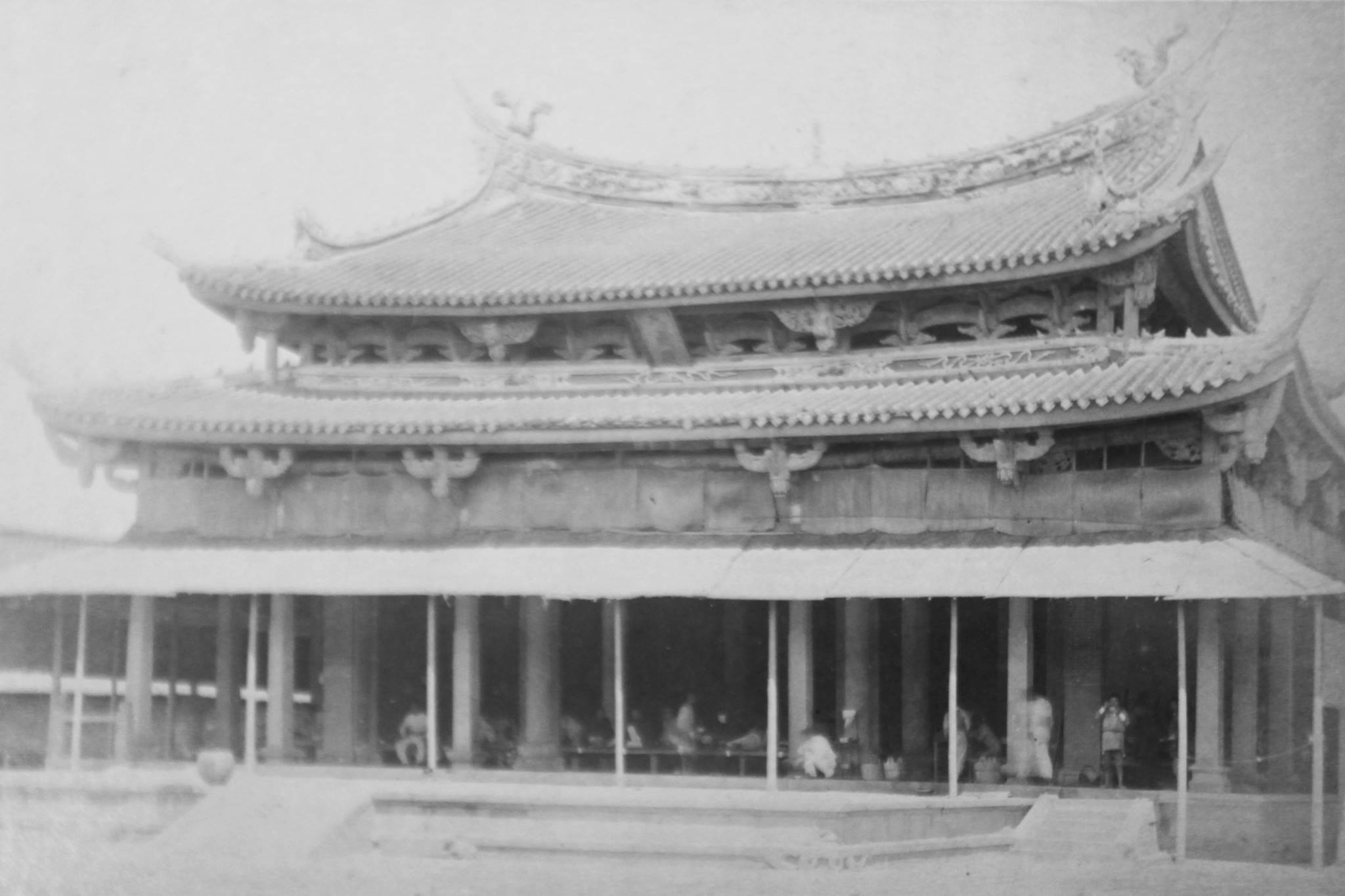
臺北府文廟
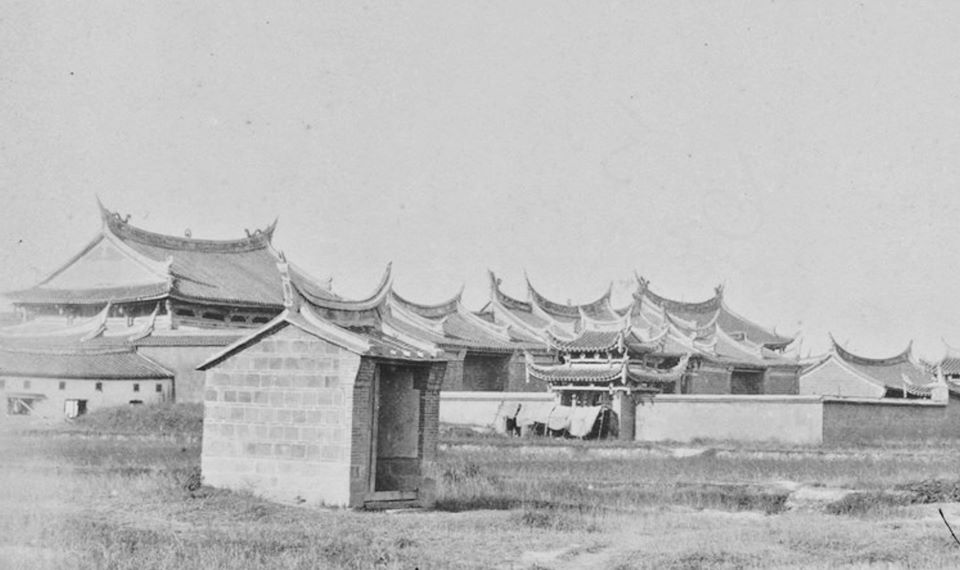
臺北府武廟
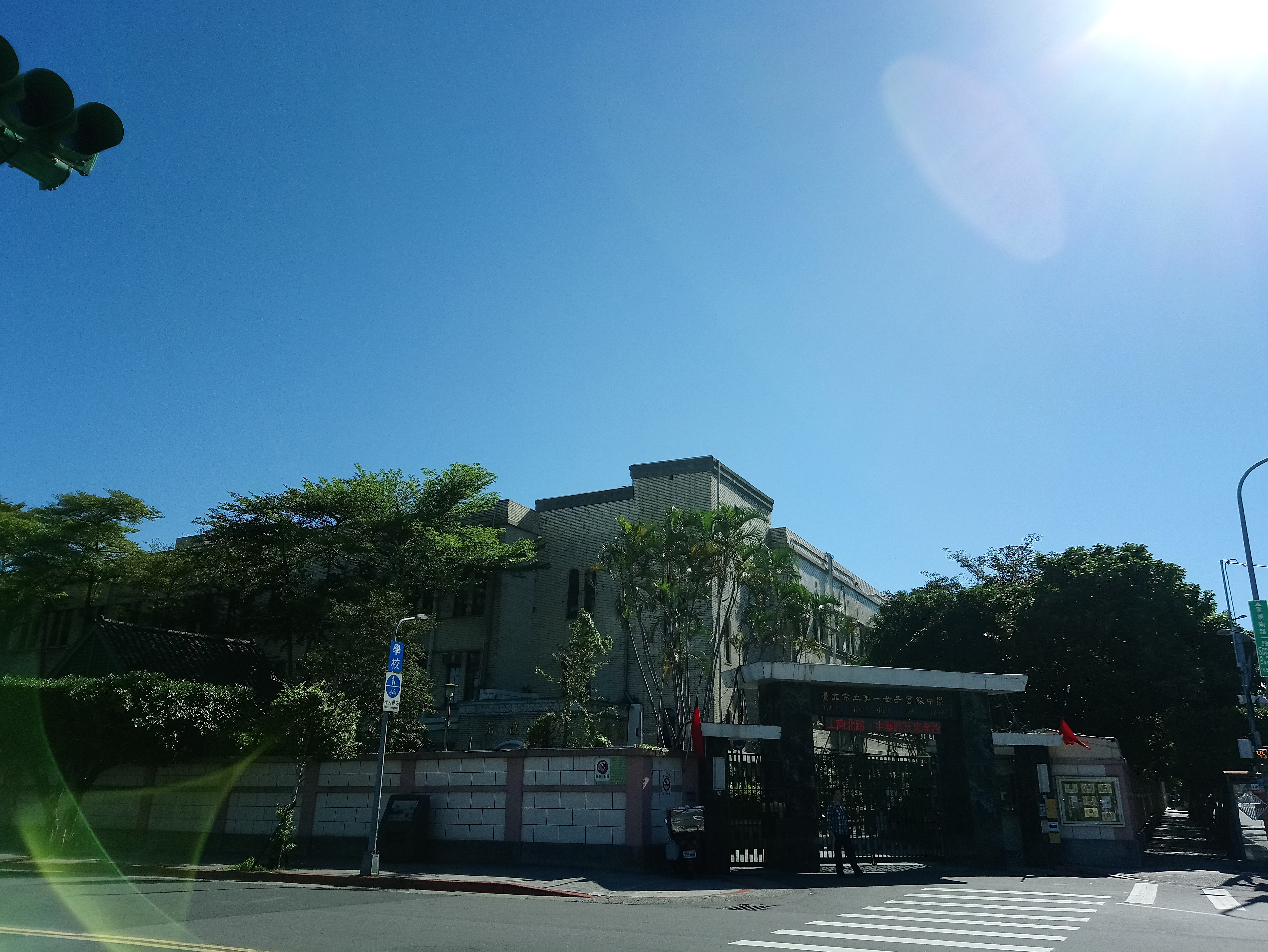
臺北州立臺北第一高等女學校

  - 師範學校附屬第一國民學校（今臺北市立大學附設實驗國民小學）
- 五丁目
  - 台北第一高等女學校（今臺北市立第一女子高級中學）
  - 台北測候所（今交通部中央氣象局）
  - 台北第一師範學校（今臺北市立大學）
- 六丁目
  - 高等法院（今司法院）
  - 臺北地方法院（今臺北地方法院、臺灣臺北地方檢察署與法務部）